# Campeonato Europeu de Patinação Artística no Gelo de 1954
O Campeonato Europeu de Patinação Artística no Gelo de 1954 foi a quadragésima sexta edição do Campeonato Europeu de Patinação Artística no Gelo, um evento anual de patinação artística no gelo organizado pela União Internacional de Patinação (em inglês:  International Skating Union) onde os patinadores artísticos competem pelo título de campeão europeu. A competição foi disputada entre os dias 28 de janeiro e 31 de janeiro, na cidade de Bolzano, Itália. Esta foi a primeira edição do Campeonato Europeu que foi disputado a competição de dança no gelo.

## Eventos
- Individual masculino
- Individual feminino
- Duplas
- Dança no gelo

## Medalhistas
| Evento                        | Ouro                                         | Prata                                    | Bronze                                                     |
| Individual masculino detalhes | Carlo Fassi · Itália                         | Alain Giletti · França                   | Karol Divín · Tchecoslováquia                              |
| Individual feminino detalhes  | Gundi Busch · Alemanha Ocidental             | Erica Batchelor · Reino Unido            | Yvonne Sugden · Reino Unido                                |
| Duplas detalhes               | Silvia Grandjean · Michel Grandjean · Suíça  | Sissy Schwarz · Kurt Oppelt · Áustria    | Soňa Balůnova-Burjanova · Miroslav Balůn · Tchecoslováquia |
| Dança no gelo detalhes        | Jean Westwood · Laurence Demmy · Reino Unido | Nesta Davies · Paul Thomas · Reino Unido | Barbara Radford · Raymond Lockwood · Reino Unido           |

## Resultados

### Individual masculino
| Pos.              | Nome              | Nacionalidade      |
| ----------------- | ----------------- | ------------------ |
| Medalha de ouro   | Carlo Fassi       | Itália             |
| Medalha de prata  | Alain Giletti     | França             |
| Medalha de bronze | Karol Divín       | Tchecoslováquia    |
| 4                 | Michael Booker    | Reino Unido        |
| 5                 | Alain Calmat      | França             |
| 6                 | Norbert Felsinger | Áustria            |
| 7                 | Zdeněk Fikar      | Tchecoslováquia    |
| 8                 | Hanno Stroher     | Áustria            |
| 9                 | François Pache    | Suíça              |
| 10                | Hans Müller       | Suíça              |
| 11                | Werner Kronemann  | Alemanha Ocidental |
| 12                | Kurt Weilert      | Alemanha Ocidental |

### Individual feminino
| Pos.              | Nome                       | Nacionalidade      |
| ----------------- | -------------------------- | ------------------ |
| Medalha de ouro   | Gundi Busch                | Alemanha Ocidental |
| Medalha de prata  | Erica Batchelor            | Reino Unido        |
| Medalha de bronze | Yvonne Sugden              | Reino Unido        |
| 4                 | Annelies Schilhan          | Áustria            |
| 5                 | Ingrid Wendl               | Áustria            |
| 6                 | Hanna Eigel                | Áustria            |
| 7                 | Clema Cowley               | Reino Unido        |
| 8                 | Milena Tumova              | Tchecoslováquia    |
| 9                 | Hanna Walter               | Áustria            |
| 10                | Nelly Maas                 | Países Baixos      |
| 11                | Rose Pettinger             | Alemanha Ocidental |
| 12                | Dagmar Lerchova            | Tchecoslováquia    |
| 13                | Alida Elisabeth Stoppelman | Países Baixos      |
| 14                | Fiorella Negro             | Itália             |
| 15                | Erika Rücker               | Alemanha Ocidental |
| 16                | Lilo Kurzinger             | Alemanha Ocidental |
| 17                | Alice Fischer              | Suíça              |
| 18                | Joan Haanappel             | Países Baixos      |
| 19                | Sjoukje Dijkstra           | Países Baixos      |
| 20                | Christianne Moreux         | França             |
| 21                | Luisella Gaspari           | Itália             |
| 22                | Manuela Angeli             | Itália             |

### Duplas
| Pos.              | Nome                                     | Nacionalidade      |
| ----------------- | ---------------------------------------- | ------------------ |
| Medalha de ouro   | Silvia Grandjean / Michel Grandjean      | Suíça              |
| Medalha de prata  | Sissy Schwarz / Kurt Oppelt              | Áustria            |
| Medalha de bronze | Soňa Balůnova-Burjanova / Miroslav Balůn | Tchecoslováquia    |
| 4                 | Vera Kuhruber / Horst Kuhruber           | Alemanha Ocidental |
| 5                 | Alice Zettel / Klaus Loichinger          | Alemanha Ocidental |
| 6                 | Jane Higson / Robert Hudson              | Reino Unido        |
| 7                 | Inge Minor / Hermann Braun               | Alemanha Ocidental |
| 8                 | Eva Neeb / Karl Probst                   | Alemanha Ocidental |

### Dança no gelo
| Pos.              | Nome                                      | Nacionalidade |
| ----------------- | ----------------------------------------- | ------------- |
| Medalha de ouro   | Jean Westwood / Laurence Demmy            | Reino Unido   |
| Medalha de prata  | Nesta Davies / Paul Thomas                | Reino Unido   |
| Medalha de bronze | Barbara Radford / Raymond Lockwood        | Reino Unido   |
| 4                 | Bona Giammona / Giancarlo Sioli           | Itália        |
| 5                 | Edith Peikert / Hans Kutschera            | Áustria       |
| 6                 | Fanny Besson / Jean Paul Guhel            | França        |
| 7                 | Helga Binder / Edwin Fuhrich              | Áustria       |
| 8                 | Catherina Odink / Jacobus Odink           | Países Baixos |
| 9                 | Lucia Fischer / Rudolf Zorn               | Áustria       |
| 10                | Claude Gisela Weinstein / Claude Lambert  | França        |
| 11                | Adrianna Giuggiolini / Germano Ceccattini | Itália        |
| 12                | Albertine Brown / Nigel Brown             | Suíça         |

## Quadro de medalhas
| Ordem | País               | Medalha de ouro | Medalha de prata | Medalha de bronze |    | Ordem por total |
| ----- | ------------------ | --------------- | ---------------- | ----------------- | -- | --------------- |
| 1     | Reino Unido        | 1               | 2                | 2                 | 5  | 1               |
| 2     | Alemanha Ocidental | 1               |                  |                   | 1  | 3               |
| 2     | Itália             | 1               |                  |                   | 1  | 3               |
| 2     | Suíça              | 1               |                  |                   | 1  | 3               |
| 5     | Áustria            |                 | 1                |                   | 1  | 3               |
| 5     | França             |                 | 1                |                   | 1  | 3               |
| 7     | Tchecoslováquia    |                 |                  | 2                 | 2  | 2               |
| TOTAL | TOTAL              | 4               | 4                | 4                 | 12 | —               |